# Ириней (Иоаннидис)
Митрополит Ириней Иоаннидис (греч. Μητροπολίτης Ειρηναίος Ιωαννίδης; род. 19 декабря 1951, Бейоглу, Стамбул) — епископ Константинопольской православной церкви, митрополит Мириофитский и Перистасийский (с 2000), ипертим и экзарх Мраморного моря.

## Биография
Родился 19 декабря 1951 года в историческом районе Ставродромион в Стамбуле, в семье Эммануила Иоаннидиса и Поликсены Диафессопуло.
Окончил Богословскую школу на острове Халки. В 1972 году епископом Клавдиопольским Андреем (Пандолеондосом) был рукоположён во диакона.
В 1975 году окончил Богословский факультет Университета Аристотеля в Салониках.
В 1978−1979 годы служил офицером в Турецкой армии.
В 1991 году рукоположён в сан пресвитера с возведением в сан архимандрита, после чего до 1995 года служил великим протосинкеллом Константинопольской патриархии.
21 ноября 1995 года был рукоположён во епископа с возведением в достоинство митрополита Евдокиадского.
19 октября 1997 года назначен управляющим Босфорским округом Константинопольской архиепископии.
4 сентября 2000 года был избран митрополитом Мириофитским и Перистасийским.
Имел резиденцию в Константинополе, где состоял в ряде комитетов Константинопольского патриархата.
В июле 2009 года в составе делегации Константинопольской православной церкви участвовал в Мероприятиях, посвящённых 1020-летию крещения Киевской Руси.
С 1 марта по 31 августа 2010 года был членом Священного Синода Константинопольского патриархата.